# سونيا أوربوخ
سونيا شاينوالد أوربوخ (بالإنجليزية: Sonia Orbuch)‏ (اسم الميلاد: سارة شاينوالد، 24 مايو 1925- 30 سبتمبر 2018) مقاتلة يهودية في جيش المقاومة البولندية خلال الحرب العالمية الثانية، ثم مربية للهولوكوست. أختبت أوربوخ في غابات بولندا مع عائلتها خلال الحرب العالمية الثانية. من أجل البقاء، تم تغيير اسمها إلى سونيا من قبل السوفييت وانضمت إلى الجيش الأحمر وساعدت في قتال الألمان. بعد الحرب، عادت إلى منزلها مرة أخرى حيث التقت بزوجها المستقبلي. هاجرت مع عائلتها إلى الولايات المتحدة بعد إنجابها ابنة في مخيم للاجئين في ألمانيا.
قضت ما تبقى من الحياة في المشاركة العامة متحدثة عن تجاربها. في عام 2009، نشرت سيرتها الذاتية تحت عنوان "هنا، لا توجد سارة: كفاح إمراة شجاعه ضد النازية وإتمام حلقتها المريرة للحلم الأمريكي".

## السيرة الذاتية

### الحياة الأولى
ولدت سارة شاينوالد في 24 مايو 1925 ونشأت في لوبوم، أوكرانيا، بلدة تبعد حوالي 200 ميل (320 كم) جنوب وارسو، بولندا والتي كان بها عدد كبير من اليهود.

### الحرب العالمية الثانية
كان عمر سونيا في عام 1939 عند اندلاع الحرب العالمية الثانية أربعة عشر عاما. شهدت معاهدة اتفاق مولوتوف-ريبنتروب التي قسم بولندا بين ألمانيا والاتحاد السوفياتي والتي وقع مسقط رأسها من نصيب السيطرة السوفيتية. بعد ذلك بعامين، أعلنت عملية بارباروسا بداية الغيتو اليهودي على يهود لوبومل، تأثر بها أكثر من ثمانية آلاف يهودي إما بالهرب من موطنه والاختفاء في الصحراء أو بالحبس في أحياء الغيتو اليهودي. بسبب جنسها، لم تستطع الالتحاق بحزب شقيقها لذلك اختبأت مع والديها وعمها خلال شتاء 1942 إلى عام 1943 لتعاني من الجوع، البرد والقمل.
بسبب معرفه عمها بتضاريس المنطقة قبلهم الثوار السوفييت وأطلقوا على سارة اسم سونيا لتكون أكثر روسية. عاشت مع عائلتها في معسكر للاجئين في الغابات حتى تم تجنيدها في الجيش الأحمر في عام 1944. في تلك الفترة توفيت والدتها من مرض حمى نمشية.

### بعد الحرب العالمية الثانية
بحلول مايو 1945 ونهاية الحرب، عادت إلى لوبومل وبدأت بالعمل في مكتب بريد. في نفس العام، تزوجت من ضابط الفرسان البولندي السابق إسحاق أوربوخ، الذي التقت به في تشيلم بعد الحرب مباشرة. لم ينجو غير 50 من أصل 8000 شخص في بلدتها الأم. هاجرت مرة أخرى إلى مخيم للاجئين في زيلزهايم بالقرب من فرانكفورت، ألمانيا حيث أنجبت ابنتها، قبل أن تنتقل مرة أخرى إلى نيويورك في فبراير 1949 حيث رزقت بإبنها بول. انتقلت بعد ذلك إلى شمال كاليفورنيا مع عائلتها.
سردت تجربتها في محادثاتها العامة. في عام 2009، نشرت سيرتها الذاتية تحت عنوان "هنا، لا توجد سارة: قتال شجاع للمرأة ضد النازيين". شارك في تأليف الكتاب فريد روزنباوم.

## الوفاة
توفيت سارة في 30 سبتمبر 2018، تلقت بعدها عائلتها نعيا وتعازي من جميع أنحاء العالم بما في ذلك الولايات المتحدة، آسيا وأوروبا.

## المنشورات
- "هنا، لا توجد سارة: قتال شجاع للمرأة ضد النازيين"- كولومبس 2009. ردمك 978-1-57143-130-1 (بالتعاون مع فريد روزينبام).

## وصلات خارجية
- مقابلة مع سونيا أوبربوخ أبريل 2017.